# Coucal de Burchell
Centropus burchellii
Espèce
Statut de conservation UICN

 LC  : Préoccupation mineure
Le Coucal de Burchell (Centropus burchellii) est une espèce d'oiseaux de la famille des Cuculidae. Elle était autrefois considérée comme une sous-espèce du Coucal à sourcils blancs (C. superciliosus).
Son nom commémore le naturaliste britannique William John Burchell (1781-1863).

## Répartition
Cet oiseau vit dans le sud de l'Afrique.